# 100 idées
100 idées (ou 100 idées à faire vous-même) est un magazine français prônant le fait maison (ou Do it yourself).
Il naît en 1972 sous la forme d’un cahier spécial du magazine Marie Claire, intitulé alors 100 idées, Le Marie-claire de votre sac du magazine, et devient autonome l’année suivante. Le mensuel, dirigé par Gaston Bonheur, dépasse un tirage de 400 000 exemplaires avant de disparaitre en 1988.
100 idées est relancé en 2021 par le groupe Turbulences Presse tout en conservant l’identité d’origine, avec une périodicité bimestrielle. Comportant 132 pages, son premier numéro est tiré à 80 000 exemplaires. Sa rédactrice en cheffe est Amélie Lamirand.

## Première formule (1972-1988)
100 idées naît en 1972 quand deux journalistes de Marie Claire décident de récupérer le cahier 100 idées, Le Marie-claire de votre sac du magazine. Renommé 100 idées à faire vous-même, le titre propose des techniques et astuces pour jardiner, créer des vêtements et objets soi-même, faire la fête ou encore apprendre gratuitement. Il cherche à donner une image d'une femme moderne et trouve sa place entre la presse dite féminine et les magazines de tricots traditionnels et conservateurs. Le succès est immédiat et après quatre numéros trimestriels, il devient mensuel. Dirigé par Gaston Bonheur, il est tiré à plus de 400 000 exemplaires.
Le dernier numéro sort en 1988. La première version de 100 idées est qualifié de magazine « culte », « hors norme » et « mythique » par plusieurs rédactions à l’annonce de son retour en 2021,,.

## Deuxième formule (2021-)
En 2021, le groupe Turbulences Presse basé à Clermont-Ferrand reprend le titre. D’après Amélie Lamirand, rédactrice en cheffe, « l’idée du magazine, l’envie de faire soi-même est venue du confinement » lié à la pandémie de Covid-19. Le titre « prône le fait maison, le retour aux valeurs fondamentales telles que le bonheur, la famille, les amis, le partage et l’écologie, et fait l’éloge de la lenteur et du temps retrouvé ».
La société lance une campagne de financement participatif qui vise 300 préventes. Elle en obtient plus de 8 000 et 1200 abonnés,. Le premier numéro sort le 29 avril 2021 dans une formule bimestrielle de 132 pages comprenant un cahier central explicatif de 24 pages. Il est tiré à 80 000 exemplaires.